# グローブタバンの戦い
グローブタバンの戦い（グローブタバンのたたかい、英: Battle of Globe Tavern）は、南北戦争中の1864年8月18日から21日、バージニア州ピーターズバーグの南で起きた戦闘である。6月に始まったピーターズバーグ包囲戦の中で、北軍はウェルドン鉄道を分断しようという動きの2回目を試みた。ガバヌーア・ウォーレン少将指揮下の北軍が数マイルの鉄道軌道を破壊し、南軍P・G・T・ボーリガード将軍とA・P・ヒル中将の指揮する南軍からの激しい攻撃にも耐え忍んだ。この方面作戦の中では北軍にとって最初の勝利だった。北軍の前線が南と西に伸び、南軍はこれを迂回するために30マイル (48 km) も荷車で物資を運ぶことを強いられるようになった。

## 背景
ピーターズバーグ包囲が行き詰まりになり始めると、北軍ユリシーズ・グラント中将は、ピーターズバーグ市、南軍のロバート・E・リー将軍の軍隊、アメリカ連合国の首都リッチモンドに物資を供給する鉄道を分断する方法を探し続けた。その重要な供給線の中でもウェルドン鉄道、別名ピーターズバーグ・アンド・ウェルドン鉄道は、南のノースカロライナ州ウェルドンに繋がり、さらに南軍では唯一残っている港、ウィルミントンに通じていた。6月21日から23日にあったジェルサレム・プランク道路の戦いで、北軍第2軍団がウェルドン鉄道の短区間のみ破壊することができたが、その後にリーの北バージニア軍第3軍団に追い出されていた。
8月、第2軍団はピーターズバーグの北に展開し、第二次ディープボトムの戦いでリッチモンドとその鉄道を脅かした。これと同時にグラントはウェルトンに対する別の攻撃作戦を立てた。第5軍団が、第9軍団の部隊、第2軍団、オーガスト・カウツ准将の指揮する小さな騎兵師団に支援されて、第5軍団長ガバヌーア・ウォーレン少将の総指揮下に攻撃をする軍に選ばれた。一方南軍はロバート・E・リー将軍の総指揮下でディープボトムの戦いを監視しており、P・G・T・ボーリガード将軍がピーターズバーグの上級指揮官だった。A・P・ヒル中将はボーリガード軍の主要な歩兵部隊である第3軍団を指揮していた。
グラントはこの攻撃を準備していた8月17日に、エイブラハム・リンカーン大統領から次のような伝言を受けて勇気づけられた。
貴方が今陥っている行き詰まりを打破したくはないと表明する伝言を見たところだ。私もそうしたくはない。ブルドッグの様にしっかり掴み、できる限り噛みつき狭めていくことだ
グラントはその参謀に「大統領はその補佐官の誰よりも神経質になっている。」と伝えていた。

## 戦闘

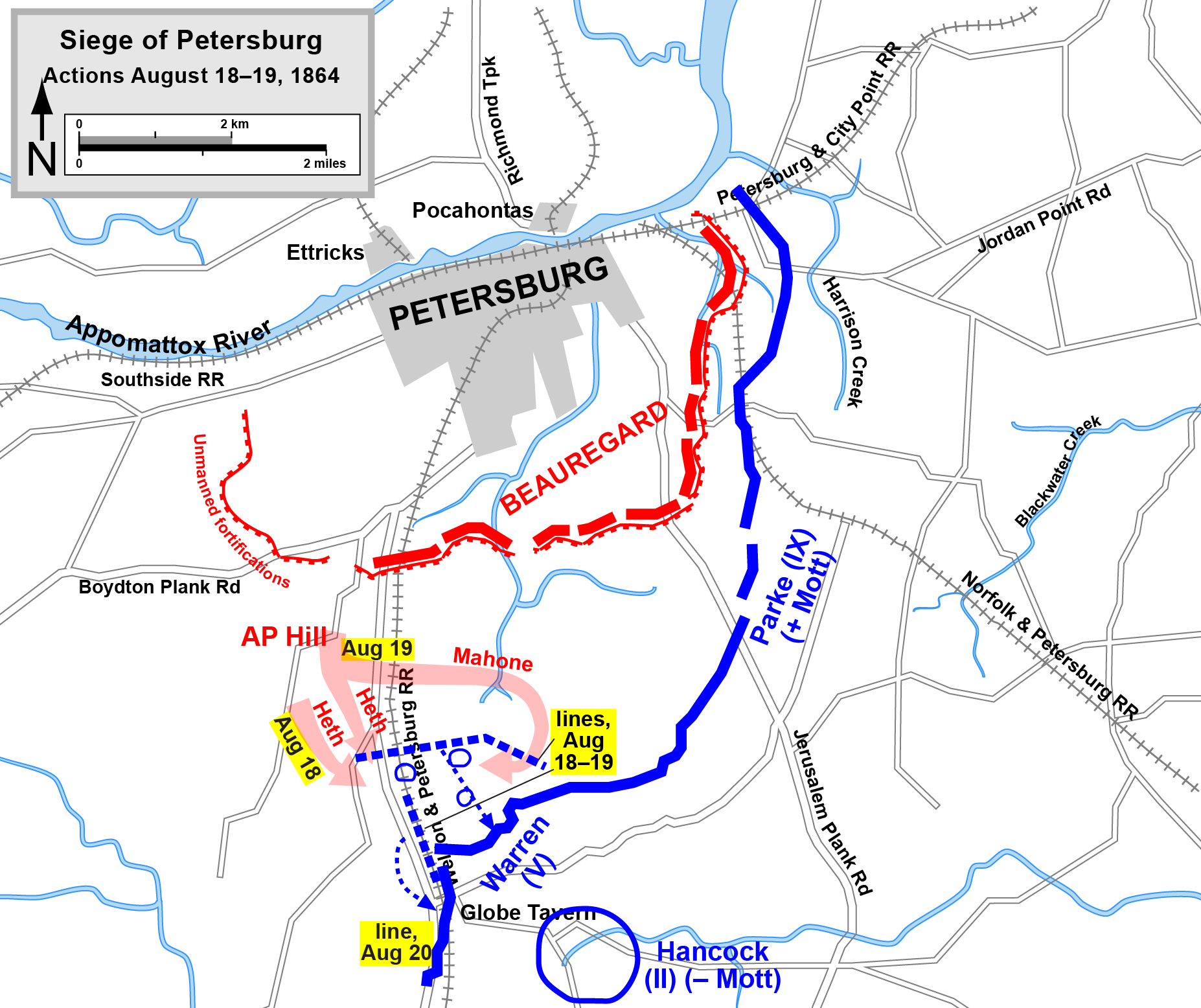
ウェルドン鉄道の奪取、8月18日-19日

8月18日夜明け、ウォーレン軍は雨の中をついてぬかるんだ道を南に進み始め、南軍の哨戒兵や騎兵旅団を蹴散らし、午前9時ごろにグローブタバンで鉄道に到達した。チャールズ・グリフィン准将指揮下の師団の一部が線路の破壊を始め、一方、ロメイン・B・エアーズ准将の師団に属する1個旅団が戦闘隊形を作り、北に進んで、その方向からの南軍の前進を防ごうとした。ライサンダー・カトラー准将の師団が予備に残されていた。エアーズ隊は午後1時頃に南軍の部隊と遭遇し、ウォーレンがサミュエル・W・クロウフォード准将の師団にエアーズ隊の右翼に進出し、南軍の左翼を衝くよう命令した。
A・P・ヒルはヘンリー・ヒース少将の師団から2個旅団と、ロバート・F・ホーク少将の師団から1個旅団を、前進してくる北軍に対抗するために派遣した。午後2時ごろこの部隊が強力な攻撃を掛けて、グローブタバンから1マイル (1.6 km) もない所まで北軍を押し返した。ウォーレン軍が反撃し、失地を回復した。その夜は塹壕に入って過ごした。
夜の間に援軍が到着した。北軍はジョン・G・パーク少将の第9軍団（ウィンフィールド・スコット・ハンコック少将の第2軍団がディープボトムから戻って来たときに、ピーターズバーグ周辺の塹壕に入っている任務を外されていた）が到着した。南軍はW・H・F・"ルーニー"・リー少将の騎兵師団と、ウィリアム・マホーン少将の師団から歩兵3個旅団だった。8月19日の大半は激しい雨が続き、両軍の接触は小競り合いに限られていた。午後遅くになって、マホーンが側面攻撃を掛けさせて、クロウフォードの戦線の弱点を発見し、北軍の後方に駆け込むことができた。クロウフォード隊の兵士数百名が2方向から銃撃を受けて恐慌を来し逃げ出した。クロウフォードは馬を速足で兵士の中に駆けさせ、彼らを鼓舞しようとしたが、ほとんど捕虜になるところだった。2個旅団のほとんど全部が捕まえられた。マホーンが北軍の右翼を攻撃する間、ヒースが北軍の中央と左翼に正面攻撃を掛けたが、エアーズの師団によって容易に撃退された。第9軍団が反撃し、広い範囲で白兵戦になったが、夕暮れと共に戦闘が止んだ。
8月20日と、21日に掛けての夜も、激しい雨のためにそこそこの戦闘も起こらなかった。ウォーレンは2マイル (3 km) 引いた新しい防衛線に部隊を退かせ、それがジェルサレム・プランク道路（現在のアメリカ国道301号線、クレーター道路）にいる北軍本隊の防御線と繋がった。8月21日の朝は晴天が戻り、南軍は午前9時から攻撃を開始した。マホーン隊が北軍の左翼を衝き、ヒース隊が正面を攻撃した。北軍は強固な塹壕に入っており、両部隊の攻撃とも大きな損失を出して失敗した。特にジョンソン・ハーグッド准将の旅団が酷かった。マホーン師団のジョン・C・C・サンダース准将は24歳と、この戦争の南軍の将軍の中でも最年少の者だったが、この攻撃中に戦死した。午前10時半までに南軍が撤退し、ウェルドン鉄道は数マイルの区間を北軍の支配下に残したままになった。

## 戦闘の後
グローブタバンでの北軍の損失は4,296名（戦死251名、負傷1,148名、不明/捕虜2,897名）、南軍の損失は1,620名（戦死211名、負傷990名、不明/捕虜419名）だった。南軍はウェルドン鉄道の重要な部分を失い、鉄道のストーニークリークからボイドトン・プランク道路を通ってピーターズバーグに物資を運び入れるために、荷車で30マイル (48 km) 運ぶことを強いられるようになった。北軍はこのピーターズバーグ包囲戦で最初の戦勝を得て、主要な目標を果たした。グラントはウェルドン鉄道を分断し、その包囲戦をグローブタバンまで伸ばしたが、これ自体はまだ南軍にとって重要な問題にはなっていなかった。リーの参謀の1人が「我々は不便になったが、特に有害なことがなされたわけではない」と記していた。
グラントはウォーレンの勝利に完全に満足してはいなかった。その戦いは全体的に防御のものだと見なしていた。
敵軍がその工作物から出て攻撃して来たときに、あらゆる兵士と共に最後の瞬間まで活発に撃退されるべきものと見えた。戦線を維持するのは重要なことではなく、兵士達はその前で戦っている。
グラントは鉄道の支配を完全にしようと考え、ディープボトムで鉄道の破壊に失敗した第2軍団を呼び戻し、さらに南でウェルドンを破壊させようとした。その結果、8月25日の第二次リーム駅の戦いが起こった。

## 関連図書
- Horn, John. The Petersburg Campaign: The Destruction of the Weldon Railroad: Deep Bottom, Globe Tavern, and Reams Station, August 14-25, 1864. Lynchburg, VA: H. E. Howard, Inc., 1991. ISBN 978-1-56190-010-7.